# Le Redoutable (S611)
Pour la classe Le Redoutable, voir Classe Le Redoutable. Pour les autres navires portant le même nom, voir Le Redoutable.
Le sous-marin nucléaire lanceur d'engins (SNLE) Le Redoutable est le premier sous-marin de ce type construit par la France. Il fait partie d'une classe de sous-marins qui comprenait 6 navires. Propulsé par un réacteur nucléaire à eau pressurisée, il emportait 16 missiles à tête nucléaire de type M20 et était armé par un équipage de 135 personnes. Sa construction a débuté en 1964 et il est entré en service en 1971. Il a été désarmé en décembre 1991.

## Historique
Le premier sous-marin français destiné à être nucléaire reçut le numéro de construction Q244. Sa construction fut commencée à la fin des années 1950 puis abandonnée, le réacteur à eau lourde pressurisée ne pouvant tenir dans la coque pour une puissance suffisante. Les morceaux fabriqués furent néanmoins assemblés pour devenir le sous-marin Gymnote, sous-marin à propulsion classique mais équipé de 4 tubes lance-missiles. Il fut toute sa carrière le sous-marin d'essais pour la qualification des systèmes de lancement des missiles stratégiques.
Le 2 mars 1963, la décision de construire le premier SNLE français est signée, il se nomme le projet Q-252 (numéro de coque).
La construction de ce nouveau type de matériel débute fin 1964 à Cherbourg à partir des plans de l'ingénieur de l'Armement André Gempp. Il s'agit de créer un sous-marin de plus de 9 000 tonnes, équipé d'un système de propulsion nucléaire et capable en outre de tirer des missiles à têtes nucléaires.
Le 29 mars 1967, il est lancé à Cherbourg en présence du général de Gaulle et avec comme commandants les capitaines de frégate Bernard Louzeau et Jacques Bisson, commandant chacun l'un des deux équipages.
Le 25 septembre 1970, il est transféré de son quai provisoire situé dans l'arsenal de Brest à la nouvelle base de l'Île longue.
Le 1er décembre 1971, il est admis au service actif au sein de la Force océanique stratégique (FOST) sous le commandement du capitaine de frégate Louzeau. À son admission au service actif, il est équipé de 16 missiles mer-sol balistiques M1 (450 kt sur 2 000 km), puis M2 à partir de 1974, puis de missiles M20 comportant chacun une tête nucléaire d'une mégatonne et d'une portée supérieure à 3 000 km.
Durant les quinze premières années du programme de mise au point de toutes les composantes de la force nucléaire française (terrestre, aérienne et sous-marine), environ 90 milliards de francs courants ont été investis, et le sous-marin Le Redoutable a coûté environ 12 % du total. 
Deux équipages de 135 hommes chacun (120 hommes et 15 officiers), les « Bleus » et les « Rouges » se relayaient pour que le navire soit opérationnel en tout temps. Sur les 6 SNLE, quatre devaient toujours se trouver en mer, dont trois en position de tir.
Le 29 mai 1971, le premier tir Onagre d'un missile stratégique M1E a eu lieu à partir du Redoutable en plongée. Ce SNLE appareille pour sa première patrouille le 28 janvier 1972; celles-ci duraient de 55 jours au début à 75 jours de mer à la fin de sa carrière. Comme tous les autres SNLE, il fut durant toute sa carrière intégré à la Force océanique stratégique de la Marine nationale française et basé à l'Île Longue, dans la rade de Brest. À la différence des cinq autres sous-marins de la série, il n'a pas bénéficié de la « refonte M4 ».
En 20 ans de service, il a effectué 51 patrouilles, 3 469 journées en mer, et 83 500 heures de plongée (soit 11 ans à la mer dont 10 en plongée). Le Redoutable a été retiré du service actif le 13 décembre 1991 et condamné le 24 juillet 1992. Avant son retrait du service actif et après enlèvement des missiles balistiques, il effectua une escale avec relève d'équipage à Dakar en avril 1991 soutenu par le TCD Orage (opération Jubarte, pour tester grandeur nature une relève d'équipage loin des bases). Ce fut la seule escale en terre africaine de l'histoire des SNLE français.
Le 7 octobre 1991, Le Redoutable revient sur la base du port militaire de Cherbourg, où son constructeur, la direction des constructions navales, se lance dans son démantèlement qui durera un peu plus de deux années. Dans le courant de l'année 1993, la tranche réacteur est séparée du reste du sous-marin puis entreposée pour quelques dizaines d'années sur une aire antisismique spécialement aménagée et protégée dans la zone militaire du Homet avant stockage définitif sur un site de l'ANDRA.

## Navire musée
Le 19 janvier 1996, le ministère de la Défense décide de faire don du Redoutable à la Communauté urbaine de Cherbourg en vue d’en faire l’attraction de la future Cité de la Mer.
Cette opération unique en son genre, réalisée par l’arsenal de Cherbourg en collaboration avec la Communauté urbaine de Cherbourg nécessite un investissement de 25 millions de francs, financé en totalité par le ministère de la Défense.
Pour accueillir le sous-marin Le Redoutable, il est nécessaire de créer une darse à sa mesure. Creusée entièrement dans la partie nord du quai de France et à ciel ouvert, les travaux de la forme de radoub débutent en juin 1999.
La darse de La Cité de la Mer devait être conçue pour répondre à un projet touristique. C’est pourquoi, elle ne répond pas aux normes des bassins destinés à accueillir les bâtiments militaires en construction ou en opération programmée d’entretien.
La forme de radoub est effectivement trop étroite pour permettre le passage d’un navire accompagné d’un attelage de remorqueurs ou de pousseurs, et elle est très haute par rapport au niveau moyen de la mer. Le Redoutable ne peut donc y pénétrer qu’à marée haute de fort coefficient, et par conditions météorologiques parfaites.
Toutes les prouesses techniques doivent être réunies pour introduire et échouer un bâtiment de 128 mètres de long sur 10,60 mètres de large dans une darse de 136 mètres sur 19 mètres. Ce bassin est en effet dépourvu d’un dispositif de fermeture, de moyens d’assèchement et d’infrastructures de manutention ou d’amarrage.
Le 4 juillet 2000, 70 hommes et la presque totalité des moyens nautiques de la base navale de Cherbourg sont mobilisés pour conduire Le Redoutable du port militaire à la darse de La Cité de la Mer. Une fois placé dans sa darse, le sous-marin doit être échoué sur sa ligne de tins. Les équipes refont l'opération deux fois par jour, jusqu'à la fermeture de la darse par des palplanches et son assèchement.
Le 29 avril 2002, Le Redoutable est ouvert au public, au cœur de La Cité de la Mer à Cherbourg-Octeville, un musée consacré à l'aventure industrielle de la propulsion nucléaire navale, à l'exploration sous la mer et à la Force océanique stratégique.

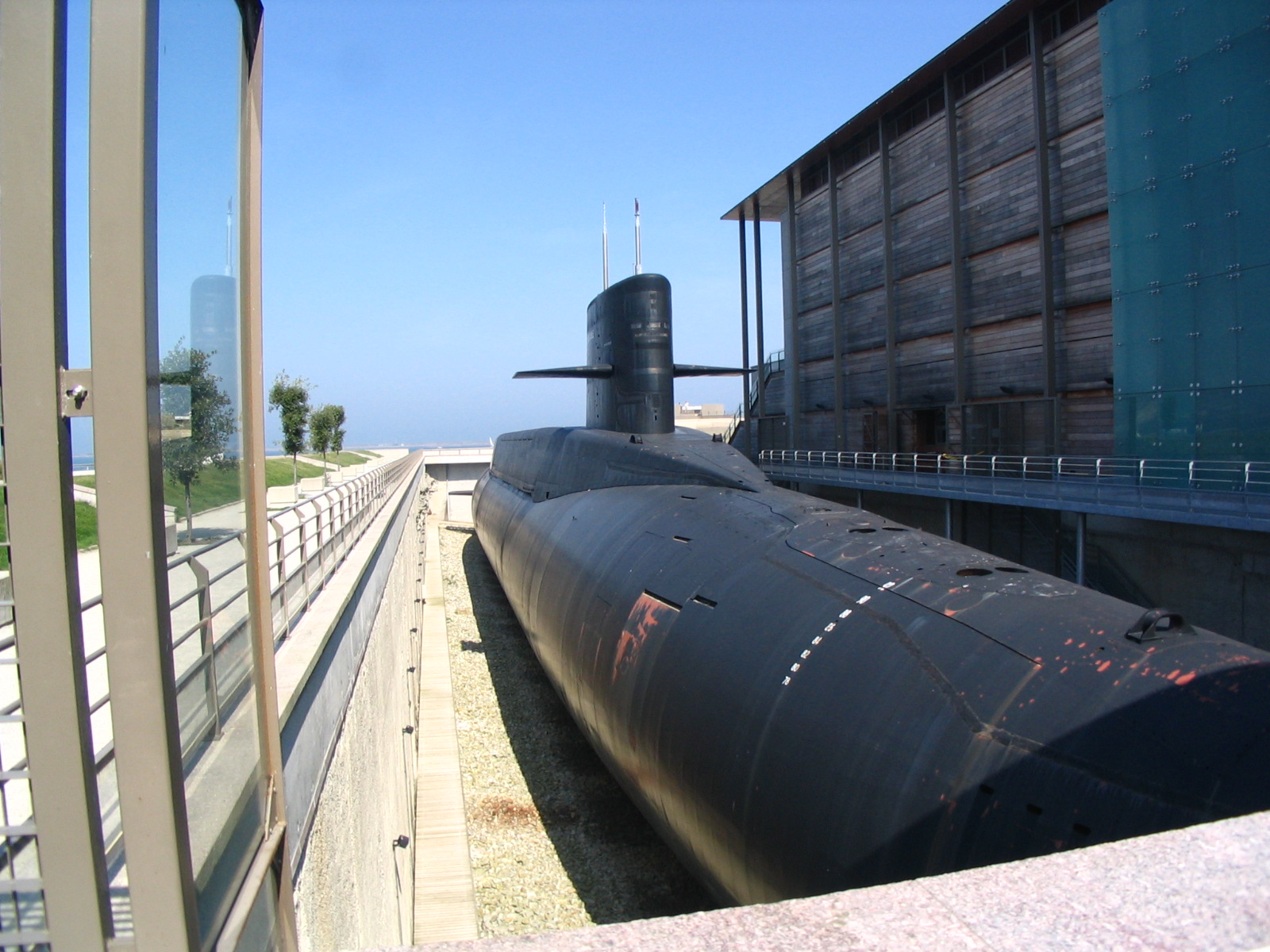
Le Redoutable en cale sèche à Cherbourg-Octeville

## Caractéristiques

Missiles M45 et M51 dans des coques de SNLE (type Le Redoutable, à gauche) et de SNLE-NG (type Le Triomphant, au milieu)

Le Redoutable est équipé d'un Système Global de Navigation (SGN) spécifiquement créé par SAGEM pour les sous-marins de type SNLE.
Les quatre premiers de ces six sous-marins étaient à l'origine de la classe « Redoutable » puis refondus pour recevoir les missiles M4 et mis au niveau de L'Inflexible.
Leur coque est en acier 80 HLES (haute limite élasticité soudable) qui leur permet de plonger à 300 m.
Certains ont reçu le système d'aide au commandement SEAO/OPSMER.
Ils étaient parmi les sous-marins les plus silencieux de leur époque[réf. nécessaire].
Ces bâtiments ont été conçus pour être des bâtiments « fumeur », avec un système d'extraction des fumées à la sortie du fumoir. Cependant, pour perpétuer la tradition des sous-mariniers, le premier commandant du Redoutable décida qu'il serait interdit de fumer à bord, interdiction qui perdure sur tous les sous-marins français.

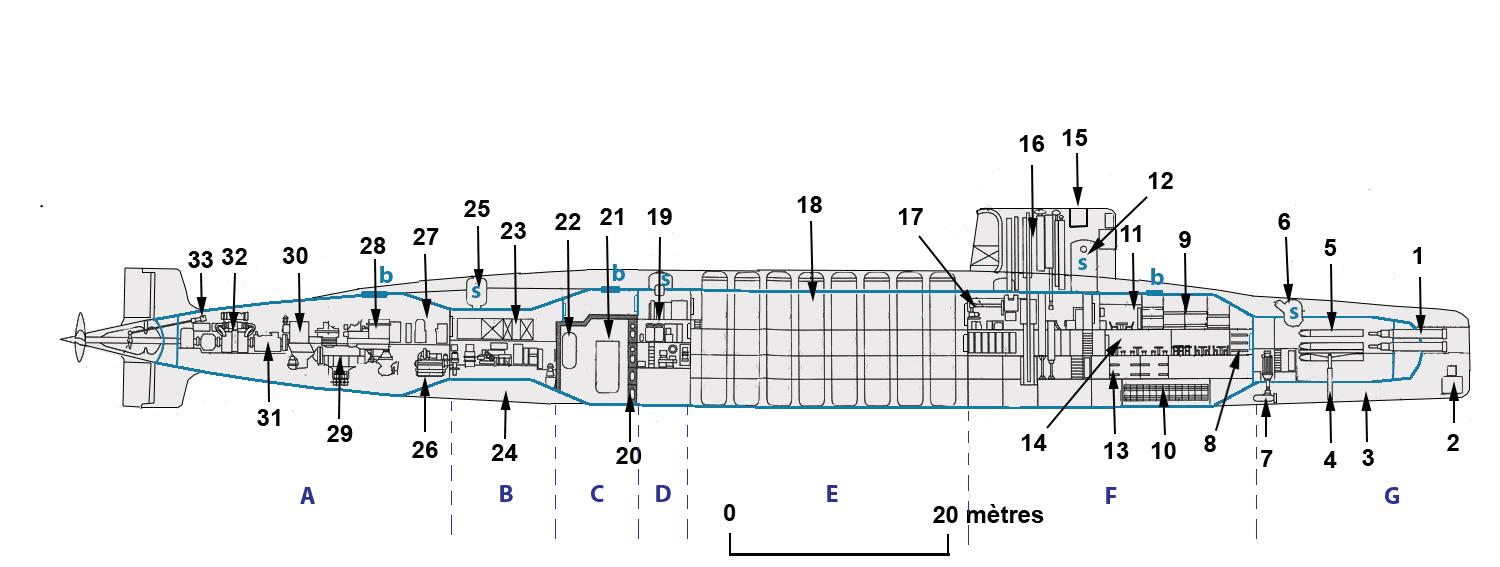
Schéma d'un SNLE (ici le classe Redoutable) en coupe (la coque épaisse est tracée en bleu) : 1 Tubes lance-torpilles (x4) - 2 Antenne sonar - 3 Ballasts avant - 4 Élévateur à torpilles - 5 Salle des torpilles - 6 Sas avant - 7 Propulseur d'étrave - 8 Cabines de l'équipage - 9 Cabines des officiers - 10 Batteries électriques - 11 Carré des officiers - 12 Sas du massif - 13 Cabines des officiers mariniers - 14 Cafétéria - 15 Poste de veille - 16 Forêt des périscopes - 17 Poste central navigation/opérations (PCNO) - 18 Tube de missile (x16) - 19 Atelier, usines oxygène... - 20 Enceinte chaufferie nucléaire - 21 Cœur du réacteur nucléaire - 22 Générateurs de vapeur (x2) - 23 Poste central propulsion (PCP) - 24 Ballasts arrière - 25 Sas arrière - 26 Usine frigorifique - 27 Turbo-alternateur - 28 Turbines - 29 Réducteur - 30 Embrayeur - 31 Moteur électrique auxiliaire - 32 Vérin barre de plongée. La coque épaisse est subdivisée sur sa longueur en tranches (A,B,C,D,E,F,G) isolées par des cloisons étanches qui peuvent être résistantes (en bleu) ou non. La coque épaisse est percée par quatre sas (s) qui permettent à l'équipage d'y pénétrer et comporte trois brèches (b) utilisées lors des grandes révisions pour remplacer les plus grosses pièces ou recharger le réacteur nucléaire.